# 32623 Samuelkahn
32623 Samuelkahn è un asteroide della fascia principale. Scoperto nel 2001, presenta un'orbita caratterizzata da un semiasse maggiore pari a 2,5560771 UA e da un'eccentricità di 0,0973906, inclinata di 1,36380° rispetto all'eclittica.